# Стелиян Стойчев
Стелиян Илиев Стойчев е български политик, народен представител в Седмото велико народно събрание, избран с листата на Съюза на демократичните сили (СДС).

## Биография
Стелиян Стойчев е роден на 21 юни 1966 г. в гр. Попово, област Търговище. Завършва средното си образование в Профилираната гимназия „Христо Ботев“ в родния си град. Отбива военната си служба в Школата за запасни офицери в Плевен.
Следва специалност „Обща педагогика“ в Софийския университет. Специализира в САЩ, Германия, Португалия и др. Умира неочаквано на 7 ноември 2017 г. в Търговище.

## Политическа дейност
Стелиян Стойчев е участник в протестите на „Екогласност“ за внасяне на петицията срещу каскадата „Рила-Места“ на 3 ноември 1989 г. Един от създателите на първото Независимо студентско дружество (НСД), създадено в Софийския университет на 14 ноември 1989 г., като през 1990 г. е избран за председател на Фенерацията на независимите студентски дружества (ФНСД). На 7 декември 1989 г. ФНСД става съучредител на СДС, а Стилян Стойчев влиза в неговия Национален координационен съвет. Участва на Националната кръгла маса (1990 г.).
На 14 декември 1989 г. НСД организира студентско шествие в София с искане за отмяна на член 1 от Конституцията на НРБ, предвиждащ ръководната роля на БКП в обществото, и за автономия на университетите. Шествието започва от Народния театър, с около 400 души участници, и достига до Народното събрание към 18 ч. Скоро протестът нараства до над 5000 – 8000 души и включва както студенти, така и много граждани. При нарасналото напрежение по време на живата верига около парламента президентът/председател Петър Младенов изрича думите: „По-добре танковете да дойдат“.
Стелиян Стойчев е най-младият депутат в VII велико народно събрание, избран мажоритарно с бюлетината на СДС в Студентски град. Член е на парламентарната трупа на Зелената партия. Не се включва в гладната стачка на 39-имата, но подписва Конституцията с „особено мнение“, с цел да се улесни присъединяването на България в НАТО. През 1991 г. става член на ръководството на Демократическа партия-Консервативен сговор.
През 1999 г. става един от инициаторите на групата за натиск „Новото време“ в рамките на НДСВ, която през 2004 г. прераства в партия „Новото време“.
Заместник-министър в Министерството на младежта и спорта (2015 г.).

## Друга дейност
След края на Великото народно събрание работи в неправителствения сектор и развива дейности по управление на проекти и структури в подкрепа на малкия и средния бизнес.
До 1995 г. Стелиян Стойчев е програмен директор и на Фондация „Развитие на гражданското общество“. От 1996 до 1999 г. е програмен директор на Фондация „Отворено общество“. След това последователно е управител на Фондация „Ресурсен център“ (1999 – 2005 г.), Фондация „Микрофонд - София“ и на Институт за управление на проекти (2004 г.). Член е на Съюз за стопанска инициатива (2012 г.) и Фондация на глобалните политики (2015 г.)